# Edmund C. Weeks
Edmund Cottle Weeks (* 10. März 1829 in Tisbury, Dukes County, Massachusetts; † 12. April 1907 in Tallahassee, Florida) war ein US-amerikanischer Politiker (Republikanische Partei).

## Biographie

### Frühes Leben
Nachdem Weeks seinen Vater nach Südamerika begleitete, um dort Forschungen weiterzuführen, studierte er für drei Jahre Medizin am College of Physicians and Surgeons in New York, der Heimatstadt seines Vaters. Doch seine schon damals große Leidenschaft für die Seefahrt bewog ihn, Segler zu werden und später in eine Bootsgesellschaft einzusteigen. Während des Sezessionskrieges meldete er sich bei der Union Navy, um dort zu dienen. Später trat er der Kavallerie von Florida bei, die er im Range eines Majors verließ. Nach Ende des Krieges 1865 ließ er sich in Tallahassee nieder.

### Politische Karriere
Am 24. Januar 1870 wurde Weeks als dritter Vizegouverneur von Florida vereidigt. Er wurde eingesetzt, um die Vakanz des Amtes, die nach dem Rücktritt seines Vorgängers William Henry Gleason entstanden war, zu beenden. Doch seine Ernennung war stark umstritten. So weigerte sich Floridas Finanzminister Robert H. Gamble anfangs, Weeks sein Gehalt auszuzahlen. Am ersten Arbeitstag, als Weeks den Staatssenat leitete, verließ ein Großteil der Mitglieder das Gebäude. Am nächsten Tag besetzte ein anderes Senatsmitglied Weeks’ Posten. Da es sogar Stimmen gab, die seine Verhaftung forderten, legte Weeks sein Amt schon am 27. Dezember des Jahres nieder. Nach einer Neuwahl am 8. November 1870 wurde am 31. Januar 1871 Samuel T. Day als neuer Vizegouverneur vereidigt. Weeks zog jedoch zum Obersten Gericht, um Day dort zu verklagen; er behauptete, er habe sein Amt usurpiert. Weeks konnte sich mit seiner Forderung, zwei weitere Jahre sein Amt zu bekleiden, nicht durchsetzen.

### Spätes Leben
Weeks repräsentierte später das Leon County im Parlament von Florida und diente dem County ebenfalls als Sheriff. 1878 trat er zur Wahl an, um in das US-Repräsentantenhaus einzuziehen, was ihm jedoch nicht gelang. 1890 wurde er von Präsident Benjamin Harrison zum US Marshal der nördlichen Gebiete von Florida ernannt.